# Heinrich Schneider (SS-Mitglied)
Heinrich Adam Martin Schneider (* 8. Oktober 1914 in Barmen; † 14. Oktober 1967) war ein deutscher Hauptmann der Schutzpolizei, SS-Hauptsturmführer, stellvertretender Kommandeur der Ordnungspolizei in Lyon und Kriegsverbrecher.

## Leben bis Kriegsende
Im Realgymnasium erlangte Schneider die Mittlere Reife. Anschließend begann er eine Lehre in der Textilindustrie. Zum 9. November 1933 trat er der SS bei (SS-Nummer 162.456). Im Jahre 1934 wurde er Angehöriger der Landespolizei in Münster. Im Mai 1937 trat er der NSDAP bei. Mit seiner Einheit wurde er 1939 beim Überfall auf Polen eingesetzt. Danach wurde er nach Köln versetzt.
Schneider, inzwischen zum Leutnant der Schutzpolizei befördert, wurde im September 1940 Angehöriger im neu gebildeten Polizei-Bataillon 309, das in Köln stationiert war. Am 23. September 1940 wurde das Bataillon zunächst in das damalige Generalgouvernement nach Radom verlegt, wo es von Oktober bis Mai 1941 das Ghetto Radom bewachte, und kam gegen Ende Mai 1941 nach Ostrolenka.
Nach einem Marsch über Łomża erreichte Schneider mit seiner Kompanie am 27. Juni 1941 den Ort Białystok. Zu diesem Zeitpunkt kommandierte Schneider den 4. Zug der 3. Kompanie des Polizei-Bataillons 309, das von Major Ernst Weis geführt wurde. Schneider erhielt den Auftrag, die Häuser nach Juden zu durchsuchen. Als er diese antraf, tötete er sie durch Salven aus seiner Maschinenpistole.
Am Nachmittag des gleichen Tages wurden von den Kompanien des Bataillons etwa 700 bis 800 Juden auf dem Marktplatz vor der Hauptsynagoge zusammengetrieben. Schneider und der Chef der 1. Kompanie, Hauptmann Hans Behrens, gaben den Befehl, dass die Juden sich in der Synagoge versammeln sollten. Die Eingänge der Synagoge wurden danach verschlossen und die Synagoge umstellt. Mit geballten Ladungen wurde die Synagoge angezündet. Flüchtende wurden von den Polizisten erschossen.
Im Zuge des Brandes der Synagoge griff das Feuer auf das Synagogenviertel über, worauf dieses ebenfalls in Brand geriet. Hierdurch kamen etwa weitere tausend Juden um. Am Abend betranken sich die Offiziere des Bataillons. Schneider lag betrunken auf der Straße und wurde von einem Motorrad seines Bataillons angefahren.
Bis September 1941 folgten noch weitere Einsätze gegen Juden in der Sowjetunion, wobei Schneider an Erschießungen beteiligt war. Am 11. Juli 1941 hatte er das Eiserne Kreuz II. Klasse verliehen bekommen. Zum 30. April 1942 wurde er zum SS-Obersturmführer befördert. Im September 1942 wurde er Adjutant beim Befehlshaber der Ordnungspolizei (BdO) im Wehrkreis VI in Münster. 
Im März 1943 wurde er nach Lyon versetzt, wo er als Stellvertretender Kommandeur der Ordnungspolizei zur Bekämpfung des Widerstandes eingesetzt wurde. Gegen Kriegsende wurde er bei einem Einsatz an der Ostfront schwer verwundet. In einem Lazarett an der Donau erlebte er das Kriegsende und wurde Gefangener der US-Armee.

## Nachkriegszeit
In den Nachkriegsjahren bewarb sich Schneider mehrmals bei der Polizei um eine Einstellung. Doch sowohl in den Jahren 1946 wie auch 1952 wurden seine Anträge abgelehnt, wobei er seine Angaben in den Unterlagen entweder unvollständig oder inkorrekt ausfüllte. Im Jahre 1954 erhielt er den Bescheid, dass er nicht mehr dienstfähig sei. Damit wurde er in den Ruhestand versetzt, womit eine Pension verbunden war. Seit 1949 war er als Lagerist tätig und wurde ein Jahr später Abteilungsleiter in der Wuppertaler Firma Villbrandt & Zehnder AG.
Im Zuge der Ermittlungen gegen Angehörige des Polizei-Bataillons 309 wurde Schneider erstmals am 2. Januar 1963 im Polizeipräsidium Wuppertal vernommen. Es sollten fünfzehn weitere Einvernehmungen folgen, bis er im Juni 1963 verhaftet und in Untersuchungshaft genommen wurde.
Bei den Vernehmungen durch den Kriminalmeister Ernst Woywod leugnete er, dass er bei dem Brand der Synagoge in Białystok anwesend gewesen sei. Zur Vorgeschichte des Bataillons gab er an, dass in Radom NS-Schulungen unter dem Titel Judentum und Bolschewismus stattfanden, wobei er auch selbst daran beteiligt war. Von anderen Zeitzeugen wurde Schneider als ein besessener Nationalsozialist und Judenhasser charakterisiert. Da sich der Tatverdacht gegen Schneider während der Vernehmungen immer mehr erhärtete, beantragte der zuständige Staatsanwalt Schaplow im Mai 1963 einen Haftbefehl gegen Schneider.
Im Verlaufe der Vernehmungen, in denen er mit allen damals bekannten Einzelheiten der begangenen Verbrechen konfrontiert wurde, zeigte Schneider eine zunehmende psychische Labilität und Unsicherheit. Vor allem konnte nachgewiesen werden, dass er einzelne Mordaktionen ohne Befehle anderer Kommandostellen begangen hatte und sich somit nicht auf einen sogenannten Befehlsnotstand berufen konnte.
Im Oktober 1967 brach Schneider unter der Last der Beschuldigungen psychisch zusammen, so dass er sich nach Beginn des Wuppertaler Białystok-Prozesses am 14. Oktober 1967 in seiner Zelle im Untersuchungsgefängnis erhängte.